# KOI-314 c
KOI-314 c (KIC 7603200 c или (по каталогу Extrasolar Planets Encyclopaedia) Kepler-138 c) — экзопланета, обращающаяся вокруг звезды KOI-314 (KIC 7603200) в созвездии Лиры на расстоянии 217 св. лет от Солнца.

## Открытие
Об открытии планеты было сообщено 8 января 2014 года группой американских учёных из Гарвард-Смитсоновского центра астрофизики, которые пытались найти спутники экзопланет в данных телескопа Кеплер. Планета открыта случайно транзитным методом.

## Характеристики
Планета обращается вокруг материнской звезды за 23,089 дня. Эксцентриситет орбиты — 0,024 ± 0,03.
Радиус планеты составляет приблизительно 1,6 радиуса Земли. Планеты KOI-314 b и KOI-314 c находятся в орбитальном резонансе 5:3, что позволяет оценить их массу во время транзитов. Масса KOI-314 c составляет 1,01 +0,42/-0,34 массы Земли. Если радиусы KOI-314 b и KOI-314 c равны, то средняя плотность последней составляет 1,31 +0,82/-0,54 г/см³. KOI-314 c оказалась воздушным мини-нептуном с протяженной атмосферой, которая простирается, по оценкам учёных, на 17 +12/-13 % радиуса планеты. Ускорение свободного падения на планете составляет 3,8 +2,0/-1,5 м/с². Температура планеты равна 154 °C. По своим характеристикам планета относится к классу суперземель, находящихся между газовыми планетами-гигантами и планетами земной группы. Учёные считают, что планета была мини-нептуном, но из-за сильного излучения звезды многие газы поглощены звездой. KOI-314 c близка размерами и массой к параметрам Земли, но не похожа на неё. Она слишком горячая, поэтому ни одна из известных форм жизни на Земле не может выжить в таких условиях.

## Родительская звезда
KOI-314 или Kepler-138 — красный карлик спектрального класса M0V. Его масса оценивается в 0,57 ± 0,05 массы Солнца, радиус — в 0,54 ± 0,05 радиуса Солнца, температура фотосферы приблизительно равна 3870 К или 3596,85 °С. Светимость KOI-314 составляет всего лишь 6 % от солнечной. Видимая звёздная величина — 12,9 m. Расстояние от Солнца составляет 66,5 ± 7,3 парсек. Кроме планеты KOI-314 c звезда имеет ещё одну подтверждённую планету KOI-314 b и одну неподтверждённую планету KOI-314 d.